# Parabelminus
Parabelminus is een geslacht van wantsen uit de familie van de Reduviidae (Roofwantsen). Het geslacht werd voor het eerst wetenschappelijk beschreven door Lent in 1943.

## Soorten
Het genus bevat de volgende soorten:

- Parabelminus carioca Lent, 1943
- Parabelminus yurupucu Lent & Wygodzinsky, 1979